# Jon Inge Kjørum
Jon Inge Kjørum   (Hamar, 23 de maig de 1965) és un saltador noruec, ja retirat, que va competir durant les dècades de 1980 i 1990.
El 1988 va prendre part en els Jocs Olímpics d'Hivern de Calgary, on va disputar dues proves del programa de salt amb esquís. En la prova del salt llarg individual fou quinzè, mentre en la del salt llarg per equips guanyà la medalla de bronze formant equip amb Ole Christian Eidhammer, Ole Gunnar Fidjestøl i Erik Johnsen.
En el seu palmarès també destaca una medalla de plata en la prova de salt llarg per equips al Campionat del Món de 1989 que es va disputar a Lahti, així com tres campionats nacionals, dos en salt curt (1987 i 1989) i un en llarg (1988). El 1989 aconseguí una victòria a la Copa del món de salts amb esquí. Es retirà a la fi de la temporada de 1992 i passà a exercir d'entrenador de salts a l'equip noruec de combinada nòrdica.